# Zamurze (Śladków Duży)
Zamurze – część wsi Śladków Duży w Polsce położona w województwie świętokrzyskim, w powiecie kieleckim, w gminie Chmielnik.
W latach 1975–1998 Zamurze administracyjnie należało do województwa kieleckiego.